# Adesmia conferta
Adesmia conferta es una especie de planta floral del género Adesmia, categorizada en la tribu Dalbergieae, de la subfamilia Faboideae.

## Distribución
Especie nativa de Chile. Crece en el bioma subtropical.

## Taxonomía
Fue descrita por Gillies ex Hook. & Arn. y publicada en Bot. Beechey Voy.: 20 (1830).
Sinónimos homotípicos
- Patagonium confertum (Gillies ex Hook. & Arn.) Reiche.[1]
- Patagonium confertum var. normale Kuntze.[1]

Sinónimos heterotípicos
- Adesmia brachycarpa Phil.[1]
- Adesmia izquierdi (Reiche) Phil. ex Dyer.[1]
- Adesmia stipulacea Clos.[1]
- Adesmia venosa (Reiche) Phil. ex Dyer.[1]
- Patagonium brachycarpum (Phil.) Kuntze.[1]
- Patagonium izquierdi Reiche.[1]
- Patagonium stipulaceum (Clos) Kuntze.[1]
- Patagonium venosum Reiche.[1]